# Adam Stewart
Adam Stewart (* 21. Februar 1987 in Dunedin) ist ein ehemaliger neuseeländischer Bahnradsportler.
2004 belegte Adam Stewart zwei zweite Plätze, im Sprint und  im Teamsprint, bei den Bahnmeisterschaften von Ozeanien. Im Jahr darauf belegte er bei den Spielen den ersten Platz im Teamsprint mit Matthew Fox und John Rastrick. 2007 wurde er Neuseeländischer Meister im Teamsprint, mit Pete Murray und Fox. Bei den UCI-Bahn-Weltmeisterschaften 2010 in Kopenhagen belegte das neuseeländische Trio mit Stewart, Edward Dawkins und Sam Webster Platz 5.
Im September 2010 gestand Adam Stewart ein, zwischen März 2009 und Mai 2010 verbotene Substanzen erstanden zu haben. Ein an ihn gerichtetes Päckchen, in dem sich u. a. EPO befand, war vom neuseeländischen Zoll entdeckt worden. Stewart wurde für zwei Jahre bis September 2012 gesperrt.

## Erfolge
2004
- Ozeanienspiele (Junioren) – Sprint, Teamsprint (mit Matthew Fox und Jonathon Lewis)

2005
- Ozeanienspiele – Teamsprint (mit Matthew Fox und John Rastrick)

2006
- Ozeanienspiele – Teamsprint (mit Nathan Seddon und Neil Campbell)

2007
- Ozeanienmeisterschaft – Teamsprint (mit Matthew Fox und Elijah May)
- Neuseeländischer Meister – Teamsprint (mit Pete Murray und Matthew Fox)